# دهستان گودین
دهستان گودین نام دهستانی در بخش مرکزی شهرستان کنگاور، استان کرمانشاه در ایران است. براساس سرشماری مرکز آمار ایران در سال ۱۳۸۵، جمعیت آن ۱۲۷۹۷ نفر (۳۲۰۷ خانوار) بوده‌است.